# Aus verklungenen Tagen
Aus verklungenen Tagen ist eine von 1955 bis 1968 in acht Ausgaben erschienene Zeitschriftenreihe mit heimatkundlichen Lesestücken zum St. Wendeler Land.
Auf die erste, 1955 herausgekommene Ausgabe folgte zunächst eine mehrjährige Pause; ab Heft 2 (1962) erschienen die Hefte bis Heft 8 (1968) im Jahresrhythmus. Die unter Mitwirkung der Lehrerschaft erstellten Büchlein sollten insbesondere auch Schülern die Vergangenheit näher(bringen). Die ersten sechs Hefte hatten einen Umfang von 16 Seiten, die beiden letzten dann jeweils 24. Ab 1969 wurde die von der Kreissparkasse St. Wendel herausgegebene Reihe unter dem neuen Titel Im St. Wendeler Land fortgesetzt. Dabei wurde zur Verdeutlichung von Kontinuität die Zählung der Ausgaben mit 9 fortgesetzt.